# Bajadere
En Bajadere (fra portugisisk: bailadeira, "danserinde") er en indisk danserinde, der er Devadasi, ("guds tjener") i et tempel; men også kan underholde ved f.eks bryllupper.